# Abwasserpumpwerk

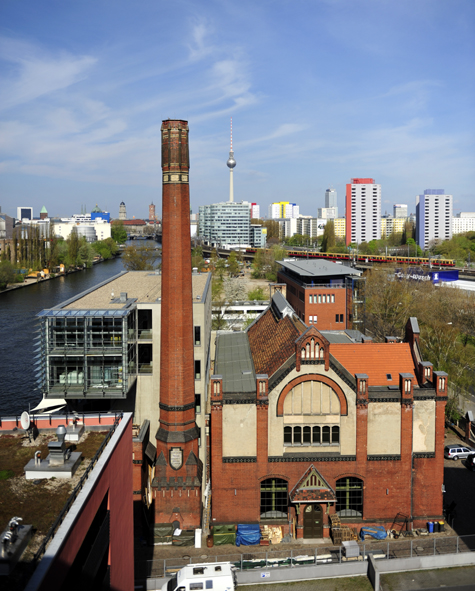
Ehemaliges Abwasserpumpwerk Radialsystem V an der Spree in Berlin

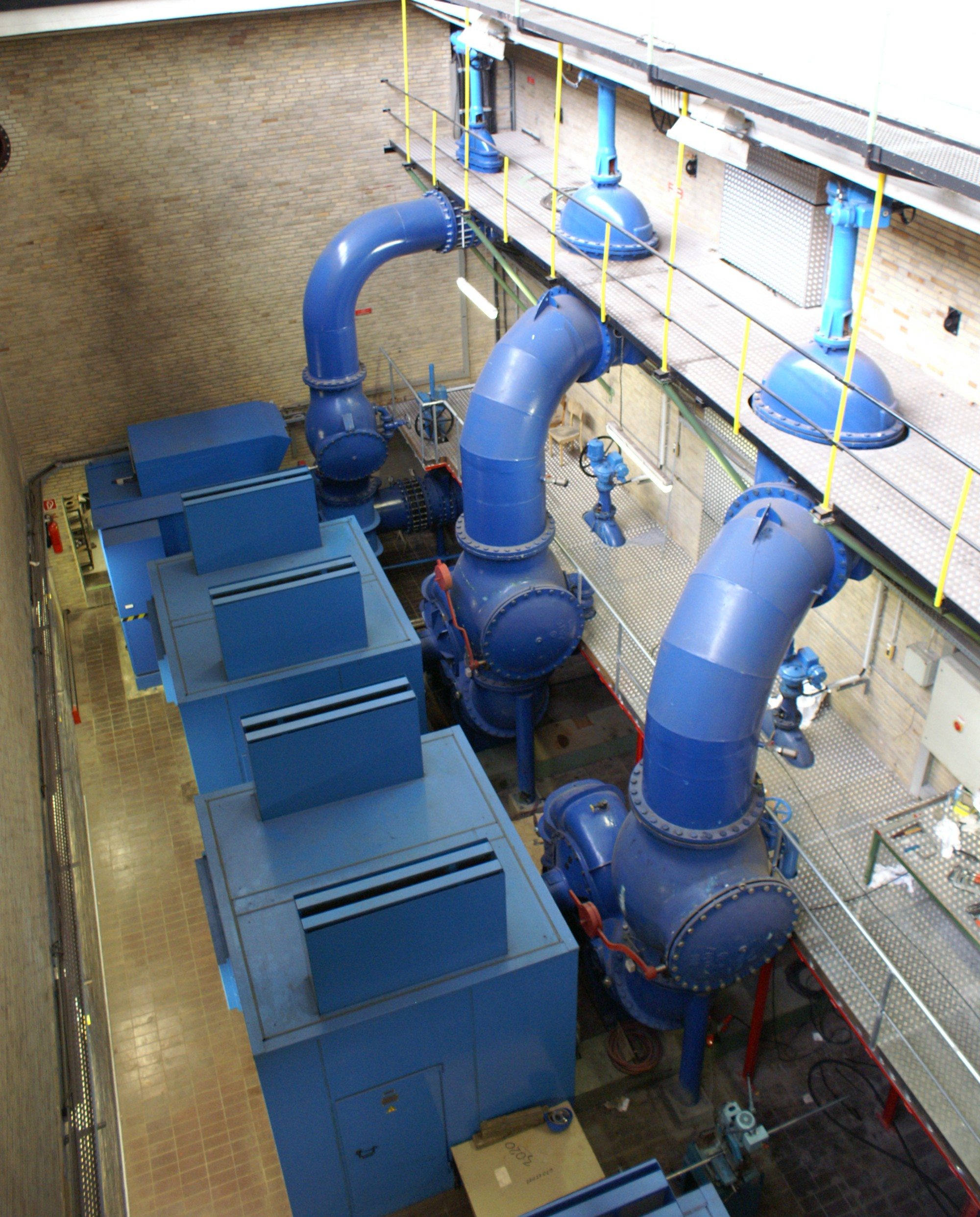
Pumpwerk Hamburg Landungsbrücken zum Transport der Hamburger Abwässer über die Elbe zur Kläranlage Köhlbrandhöft

Abwasserpumpwerke oder auch Abwasserhebewerke sind technische Einrichtungen zum Zwangstransport von Abwasser aus Trenn- oder Mischwassersystemen. Sie bestehen aus Gebäudehülle, Transporteinrichtung und Elektro-, Mess-, Steuer-, Regel- und oft Datenübertragungstechnik.
Verschiedene Verfahren, wie hydraulische und pneumatische Systeme ermöglichen es, objektspezifische Lösungen zu suchen, die das Abwasser in den Zustand transportieren lassen, dass es klärfähig bleibt und die Umwelt nicht durch Geruch und gefährliche Gase belastet.
Der Transport von Abwasser über viele Kilometer und Druckleitungsnetze ist möglich.
Mehrere Verfahren können eingesetzt werden, die sich in die Verfahrensgruppen „Hydraulische Abwasserförderung“ und „Pneumatische Abwasserförderung“ aufteilen. Es gibt auch Mischverfahren.
In der hydraulischen Abwasserförderung gibt es direkt und indirekte Verfahren, die mit Strömungs- oder Verdrängungsmaschinen arbeiten. Die Pneumatische Abwasserförderung arbeitet entweder mit Über- oder Unterdruckverfahren.
Abwasserförderung mit kombinierten hydraulisch und pneumatisch wirkenden Verfahren und Ergänzungsverfahren.
Alle Verfahren zur Abwasserförderung haben ihre grundsätzlichen Vor- und Nachteile,
die in folgenden Punkten liegen:
1. Wirkungsgrad / Energieverbrauch
2. Investitionen
3. Wartungsmöglichkeit
4. Betriebskosten
5. Beherrschung von Problemen wie Sulfidentstehung im System, Druckstoßkompensation, Feststofftransport, Anpassungsfähigkeit an veränderte Medienbedingungen und an veränderte Mengen
6. Platzbedarf
7. Standzeiten
8. Hygienische Gesichtspunkte
9. Wirtschaftlichkeit insgesamt

Die oben genannten Sulfide in Abwasseranlagen sind vielfach Ursache für Geruchsbelästigungen der Anwohner bzw. des Handels, Entstehen von Lebensgefahren für das Betreiberpersonal und Zerstörung des Anlagevermögens durch biogene Korrosion.
Die Ursachen dafür können (Indirekt-)Einleitung von Geruchsstoffen und Sulfiden oder Entstehung von Geruchsstoffen und Sulfiden im Abwassersystem sein.
Bei der Planung muss eine Sulfidbilanz für das Abwasser erstellt werden. Das flüchtige Sulfid in der Dissoziationsform von H2S riecht bereits in geringen Konzentrationen (Wahrnehmbarkeitsgrenzkonzentration 0,075 ppm) übel nach faulen Eiern, es ist ein sehr giftiges, stark hämotoxisches Gas (Lebensgefahr) und ist Ausgangsprodukt für die Bildung von Schwefelsäure an der Wandung von Abwasseranlagen – Ursache der biogenen Korrosion.
Die beschriebenen Vorgänge können derzeit durch ca. 100 praktikable Varianten der verschiedensten physikalischen, chemischen und biologischen Wirkungsweise, mit aktiv und passiv wirkenden Methoden, präventiv und kurativ verhindert/beherrscht werden, so dass der Transport mit Abwasserpumpwerken in Bezug auf die oben beschriebenen Probleme kein höheres Risiko bedeuten muss.